# Alemanha 8–0 Arábia Saudita (Copa do Mundo de 2002)
A partida entre Alemanha e Arábia Saudita foi realizada em 1 de junho de 2002, e foi o segundo jogo do Grupo E da Copa do Mundo sediada na Coreia do Sul e no Japão.
Com atuação de gala do atacante Miroslav Klose, a Alemanha goleou a Arábia Saudita por 8 a 0 (três gols marcados por Klose), resultado que tornou-se a maior vitória do Nationalelf na história das Copas.

## Cenário Pré-Jogo
Vivendo um momento de entressafra de jogadores, a Alemanha, treinada pelo ex-atacante Rudi Völler, chegou ao mundial desacreditada, principalmente após o péssimo desempenho da equipe na Eurocopa de 2000, quando, com um elenco envelhecido, capitulou na primeira fase, e a goleada de 5 a 1 sofrida contra a Inglaterra, em plena Munique, tendo que se contentar com a repescagem contra a Ucrânia. Na partida decisiva, os alemães não tomaram conhecimento da ex-república soviética, vencendo por 4 a 1. O time, que já era limitado tecnicamente, seria uma incógnita no torneio, com as ausências de Mehmet Scholl e Sebastian Deisler.
Pelo lado saudita, a única mudança importante foi no comando técnico: Nasser Al-Johar assumiu às pressas o comando dos "Falcões do Deserto" durante as eliminatórias, substituindo Slobodan Santrač.

## O jogo
Em 1 de junho, alemães e sauditas realizariam o segundo jogo do grupo E (Irlanda e Camarões haviam jogado antes), e o que se viu no Sapporo Dome foi um bombardeio da Alemanha contra o gol de Mohammad Al-Deayea.
O primeiro gol até demorou para sair: aos 20 minutos, Klose marcou seu primeiro gol em Copas depois de receber cruzamento da esquerda e cabecear no canto de Al-Deayea. Cinco minutos depois, o então atacante do Kaiserslautern marcou novamente. Aos 40, Ballack - que era dúvida para o jogo após uma lesão no pé - marcou o terceiro gol, também de cabeça, e, aos 46, Carsten Jancker deixou sua marca, agora recebendo passe da direita e finalizando no canto do goleiro saudita.

## A goleada
No ínício do segundo tempo, a primeira mudança na Alemanha: Jens Jeremies entraria no lugar de Carsten Ramelow. Al-Johar, procurando melhorar a situação de sua equipe, realizaria logo duas alterações: Ibrahim Al-Shahrani e Abdulaziz Khathran substituiriam, respectivamente, Khamis Al-Owairan e Nawaf Al-Temyat. Porém, o domínio alemão era nítido: as jogadas pelo lado esquerdo continuaram sendo usadas pelo Nationalelf, que chegou ao quinto gol aos 24 minutos, quando Klose, agora recebendo cruzamento da direita, cabeceou para o chão, não dando chance a Al-Deayea. Foi o terceiro gol de cabeça marcado por Klose e o quarto da Alemanha nesse estilo. Aos 29, depois da cobrança de escanteio feita por Christian Ziege, o zagueiro Thomas Linke marcou seu primeiro - e único - gol pela Seleção Alemã, também cabeceando sem chances para o goleiro da Arábia Saudita.
Após o gol de Linke, a Alemanha "tirou o pé", enquanto que a Arábia Saudita nada fazia para ameaçar o gol de Oliver Kahn. Somente no final da partida que o placar seria definido: aos 39 minutos, o experiente Oliver Bierhoff, que entrou no lugar de Klose, chutou de fora da área, marcando o sétimo gol. Aos 47, outro reserva, Bernd Schneider, marcou de falta, garantindo a goleada por 8 a 0.

## Detalhes
| 1º de junho | Alemanha                                                                                       | 8 – 0     | Arábia Saudita | Sapporo Dome, Sapporo                      |
| 20:30       | Klose 15', 25', 70' · Ballack 40' · Jancker 45+1' · Linke 73' · Bierhoff 84' · Schneider 90+1' | Relatório |                | Público: 32 218 Árbitro: PRY Ubaldo Aquino |

| Alemanha | Arábia Saudita |

| GK          | 1  | Oliver Kahn         |     |
| Z           | 2  | Thomas Linke        |     |
| Z           | 5  | Carsten Ramelow     | 46' |
| Z           | 21 | Christoph Metzelder |     |
| MD          | 22 | Torsten Frings      |     |
| MC          | 19 | Bernd Schneider     |     |
| MC          | 8  | Dietmar Hamann 83'  |     |
| LE          | 6  | Christian Ziege 43' |     |
| MC          | 13 | Michael Ballack     |     |
| AT          | 11 | Miroslav Klose 76'  |     |
| AT          | 9  | Carsten Jancker 67' |     |
| Reservas:   |    |                     |     |
| GK          | 12 | Jens Lehmann        |     |
| GK          | 23 | Hans-Jörg Butt      |     |
| LD          | 3  | Marko Rehmer        |     |
| Z           | 4  | Frank Baumann       |     |
| MC          | 10 | Lars Ricken         |     |
| V           | 15 | Sebastian Kehl      |     |
| V           | 16 | Jens Jeremies 60'   |     |
| AT          | 7  | Oliver Neuville 76' |     |
| AT          | 14 | Gerald Asamoah      |     |
| AT          | 17 | Marco Bode          |     |
| AT          | 18 | Jörg Böhme          |     |
| AT          | 20 | Oliver Bierhoff 67' |     |
| Técnico:    |    |                     |     |
| Rudi Völler |    |                     |     |

| GK              | 1  | Mohammad Al-Deayea            |
| LD              | 12 | Ahmed Dokhi                   |
| Z               | 3  | Redha Tukar                   |
| Z               | 4  | Abdullah Zubromawi            |
| LE              | 13 | Hussein Sulaimani             |
| MD              | 8  | Mohammed Noor 91'             |
| MC              | 16 | Khamis Al-Owairan 46' (7)     |
| MC              | 17 | Abdullah Al-Waked             |
| ME              | 18 | Nawaf Al-Temyat 46' (14)      |
| AT              | 9  | Sami Al-Jaber                 |
| AT              | 20 | Al Hasan Al-Yami 77'          |
| Reservas:       |    |                               |
| GK              | 21 | Mabrouk Zaid                  |
| GK              | 22 | Mohammed Al-Khojali           |
| Z               | 2  | Mohammed Al-Jahani            |
| Z               | 5  | Mohsin Harthi                 |
| Z               | 6  | Fouzi Al-Shehri               |
| MC              | 7  | Ibrahim Al-Shahrani 46'       |
| ME              | 10 | Mohammad Al-Shalhoub          |
| V               | 19 | Omar Al-Ghamdi                |
| LE              | 14 | Abdulaziz Khathran 46'        |
| LE              | 23 | Mansour Al-Thagafi            |
| AT              | 11 | Obeid Al-Dosari               |
| AT              | 15 | Abdullah Jumaan Al-Dosari 77' |
| Técnico:        |    |                               |
| Nasser Al-Johar |    |                               |

| Assistentes: Miguel Giacomuzzi Michael Ragoonath Quarto árbitro: René Ortubé |